# Осада Гибралтара (1349—1350)
Пятая осада Гибралтара, предпринятая между августом 1349 года и мартом 1350 года, была второй попыткой короля Кастилии Альфонсо XI вернуть себе укрепленный город Гибралтар. Он удерживался маврами с 1333 года. Осада последовала за годами непрекращающегося конфликта между христианскими королевствами Испании и мавританским эмиратом Гранада, который поддерживал султанат Маринидов в Марокко. Серия мавританских поражений и неудач превратила Гибралтар в удерживаемый маврами анклав на кастильской территории. Его географическая изоляция компенсировалась силой его укреплений, которые были значительно улучшены с 1333 года. Альфонсо XI привел армию численностью около 20 000 человек, вместе со своей любовницей и их пятью внебрачными детьми, чтобы окопаться к северу от Гибралтара. Началась длительная осада. Однако в Новый 1350 год в кастильском лагере вспыхнула бубонная чума — Черная смерть. Альфонсо отказался прекратить осаду, но 27 марта 1350 года пал жертвой чумы, став единственным монархом, умершим от болезни.

## Прелюдия к осаде
Король Кастилии Альфонсо XI пытался вернуть Гибралтар во время четвёртой осады 1333 года, сразу после того, как укрепленный город был захвачен маврами во время третьей осады, но был вынужден отступить после двух месяцев осады. Мир был временно восстановлен благодаря четырёхлетнему перемирию, истекшему в 1338 году.
После возобновления конфликта в 1339 году мавры потерпели серьёзные поражения. Марокканская армия под командованием Абд аль-Малика Абд аль-Вахида была уничтожена кастильцами в 1339 году, а в 1340 году гораздо более крупная армия под командованием эмира Юсуфа I из Гранады и султана Абу аль-Хасана Али ибн Османа из Марокко была уничтожена в битве при Рио-Саладо христианской армией, представляющей все христианские испанские королевства и Португалию. Это было одно из крупнейших сражений Реконкисты, в котором участвовало от 150 000 до 200 000 человек с каждой стороны; Мавры признали, что только на их стороне погибло 60 000 человек. Хотя поражение оставило мавританскую Андалусию чрезвычайно уязвимой, христианские королевства не воспользовались своим преимуществом и дали маврам время восстановить свои силы.

## Падение Альхесираса
В августе 1342 года король Альфонсо XI осадил стратегический порт Альхесирас на западной стороне Гибралтарского залива с кастильскими военно-морскими силами, блокировавшими выход города к морю. 20-месячная осада была примечательна тем, что мавры использовали пушки; это был один из первых случаев, когда оружие эффективно использовалось в европейских войнах. Хотя им удалось сдержать кастильцев, ни одна из сторон не смогла одержать верх, пока кастильскому флоту не удалось заблокировать вход в гавань Альхесираса, завершив блокаду. Теперь, когда гарнизон был полностью отрезан, Юсуф I признал поражение в марте 1344 года и предложил пятнадцатилетнее перемирие в обмен на сдачу Альхесираса, позволив гарнизону уйти мирным путем и возобновив выплату дани Гранадой Кастилии. Альфонсо XI принял предложение, но сократил период перемирия до десяти лет.
Перемирие продлилось только до 1348 года, когда Абу аль-Хасан Али ибн Осман был свергнут своим сыном Абу Инаном Фарисом. Юсуф I возобновил боевые действия рейдом на кастильскую территорию. Это дало Альфонсо XI возможность объявить кастильским кортесам в декабре 1348 года, что он выступит против Гибралтара, который к тому времени был мавританским анклавом на территории, удерживаемой кастильцами. Это была непростая цель; город был существенно укреплен новыми стенами, башнями и значительно укрепленной цитаделью, Мавританским замком . Были устранены многие слабости, обнаруженные во время осады 1333 года, такие как отсутствие укреплений на юге Гибралтара.

## Осада и чума
Альфонсо XI начал свою экспедицию в августе 1349 года, тщательно приготовившись к тому, чтобы не столкнуться с проблемами, которые обрекли его попытку 1333 года. Он собрал деньги за счет трех чрезвычайных сборов, получая доли церковного дохода, предоставленные Папой (который одобрил кампании Альфонсо как крестовые походы), продавая королевские земли и переплавляя и продавая драгоценности короны. Он также имел гораздо более жесткий контроль над своей знатью, чем в 1333 году, когда многие из великих дворян Кастилии сопровождали экспедицию. Он основал свою базу в районе Ла-Линеа-де-ла-Консепсьон, к северу от Гибралтара, с армией численностью около 20 000 человек. Кастильцы не пытались штурмовать Гибралтар, а устроились на долгую осаду и вырыли оборонительные рвы через перешеек, чтобы заблокировать попытки мавров прорваться. Лагерь был больше похож на город, чем на временный лагерь, с казармами, построенными для армии. Альфонсо даже привез с собой большую часть своей семьи своей любовницей Леонорой де Гусман — четырёх мальчиков и девочку — с его законным сыном Педро, оставшимся в Севилье. Осада была поддержана примитивной пушкой в том, что должно было быть первым применением порохового оружия против укреплений Гибралтара.
Осада длилась всю осень и зиму, а гарнизон не сдавался. В Новый 1350 год в лагере появилась Чёрная смерть, свирепствовавшая в Западной Европе в течение предыдущих двух лет. Вспышка вызвала панику, поскольку все большее число кастильских войск начало умирать от чумы. Генералы, дворяне и придворные дамы умоляли Альфонсо снять осаду, но король отказался; согласно кастильским хронистам, он обнажил меч и заявил, что не уйдет, пока Гибралтар снова не окажется под христианским правлением. Как говорится в Chronica de Alfonso XI:
Он ответил лордам и рыцарям, которые так советовали ему, что он просил их не давать такого совета [уходить]; ибо этот город и благородная крепость вот-вот должны были сдаться ему, и он думал, что скоро они будут принадлежать ему; Мавры завоевали их и Христиане потеряли это в его время, и было бы очень постыдно, если бы из-за страха смерти он оставил все как есть."
Решимость Альфонсо вскоре стоила ему жизни. Хроника сообщает, что «это была воля Божья, чтобы король заболел, у него были опухоли, и он умер в Страстную пятницу, 27 марта года Господа нашего Иисуса Христа 1350». Его смерть означала немедленное окончание осады. Он был единственным средневековым монархом, умершим от чумы. Гранадский эмир Юсуф I, который организовывал силы помощи, позволил кастильцам уйти с миром, в то время как мавританский гарнизон Гибралтара покинул безопасность городских стен, чтобы попрощаться с похоронным кортежем кастильского короля . Мавры поняли, что им чудом удалось спастись; как позже выразился арабский историк Аль-Хатиб: «Король Альфонсо был в пределах досягаемости, чтобы завладеть всем испанским полуостровом… но, когда он осадил Гибралтар, Аллах в Своей великой мудрости благоволил правоверным в их крайности».